# 朗多斯
朗多斯（法語：Landos，法語發音：[lɑ̃dɔs]）是法国上卢瓦尔省的一个市镇，位于该省南部，属于勒皮区。

## 地名
该地名“Landos”发音为[lɑ̃dɔs]，末尾字母“s”发音，《世界地名翻译大辞典》与《世界地名译名词典》将其误译作“朗多”。

## 地理
朗多斯（44°50'34"N, 3°49'54"E）面积36.51 平方千米，位于法国奥弗涅-罗讷-阿尔卑斯大区上盧瓦爾省，该省份为法国中南部省份，北起多姆山省和卢瓦尔省，西接康塔爾省，南至洛泽尔省，东临阿尔代什省。
与朗多斯接壤的市镇（或旧市镇、城区）包括：阿尔朗德、巴尔日、勒布谢圣尼古拉、勒布里尼翁、凯尔、科斯塔罗、罗雷、圣艾蒂安迪维冈、圣昂、圣保罗德塔尔塔斯。
朗多斯的时区为UTC+01:00、UTC+02:00（夏令时）。

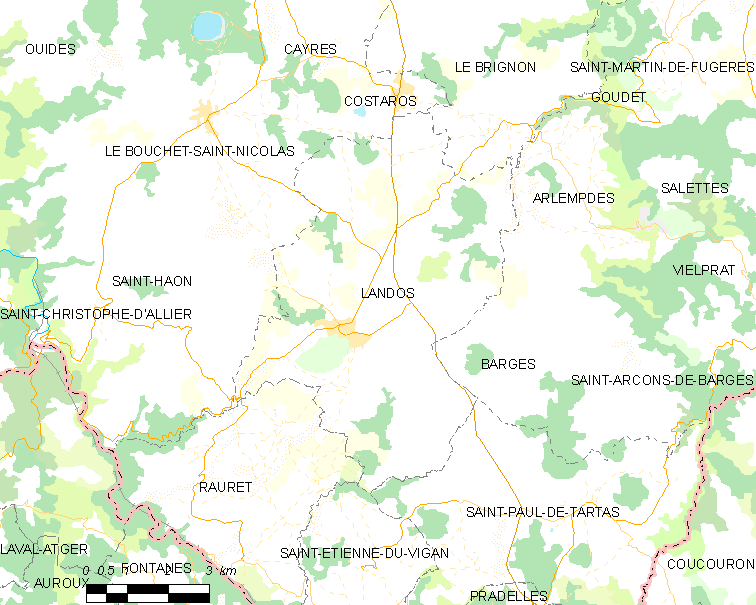
朗多斯的OSM定位图

## 行政
朗多斯的邮政编码为43340，INSEE市镇编码为43111。

## 政治
朗多斯所属的省级选区为火山沃莱县。

## 人口

1962-2008年间朗多斯人口变化图示

朗多斯于2022年1月1日时的人口数量为869人。